# Ahrmündung
Ahrmündung este o arie protejată (arie de protecție specială avifaunistică — SPA) din Germania întinsă pe o suprafață de 167 ha, integral pe uscat.

## Localizare
Centrul sitului Ahrmündung este situat la coordonatele 50°33′14″N 7°16′17″E / 50.5539°N 7.2714°E.

## Înființare
Situl Ahrmündung a fost declarat arie de protecție specială avifaunistică în ianuarie 2004 pentru a proteja 19 specii de animale.

## Biodiversitate
Situată în ecoregiunea continentală, aria protejată nu include niciun habitat protejat.
La baza desemnării sitului se află mai multe specii protejate de  păsări (19): fluierar de munte (Actitis hypoleucos), pescăruș albastru (Alcedo atthis), Charadrius dubius curonicus, barză neagră (Ciconia nigra), cristeiul de câmp (Crex crex), ciocănitoare pestriță mică (Dendrocopos minor), frunzăriță galbenă (Hippolais icterina), capîntortură (Jynx torquilla), sfrâncioc roșiatic (Lanius collurio), ciocârlie de pădure (Lullula arborea), gaia neagră (Milvus migrans), pietrar sur (Oenanthe oenanthe), ciocănitoare verzuie (Picus canus), Rallus aquaticus aquaticus, pițigoi-pungar (Remiz pendulinus), lăstun de mal (Riparia riparia), mărăcinar (Saxicola rubetra), mărăcinar negru (Saxicola torquatus), Tachybaptus ruficollis ruficollis.
Pe lângă speciile protejate, pe teritoriul sitului au mai fost identificate 1 specie de păsări.